# Radiaalabductie
Radiaalabductie is de beweging van de pols of vinger in de richting van het spaakbeen (radius), dus in de richting van de duim. Omdat anatomisch gezien, wanneer de armen langs het lichaam gehouden worden, de radius aan laterale zijde van het lichaam is gelegen, wordt de betreffende beweging in de pols soms ook wel kortweg abductie genoemd. Er wordt echter met nadruk onderscheid gemaakt tussen radiaal- en ulnairabductie, dat anatomisch gezien meer adductie betreft.
De belangrijkste spieren verantwoordelijk voor de radiaalabductie in de pols zijn de musculus extensor carpi radialis longus, de musculus abductor pollicis longus, de musculus extensor pollicis longus, de musculus flexor pollicis longus en de musculus flexor carpi radialis.